# لاژیدئو
لاژیدئو (به پرتغالی: Lajedão) یک منطقهٔ مسکونی در برزیل است که در باهیا واقع شده‌است. لاژیدئو ۳٬۹۷۵ نفر جمعیت دارد.